# Airbus UK Broughton F.C.
Airbus UK Broughton Football Club (tiếng Wales: Clwb Pêl-droed Airbus UK Brychdyn) là một câu lạc bộ bóng đá có trụ sở tại Broughton, Flintshire, Wales. Họ là nhóm làm việc của hãng hàng không Airbus UK, nơi sản xuất máy bay Airbus, và do đó đội có biệt danh là The Wingmakers hoặc The Planemakers. Họ đang thi đấu ở giải Cymru Premier, hạng đấu cao nhất của hệ thống bóng đá Wales.

## Danh hiệu
- Welsh National League (Wrexham Area) Division Two:

Vô địch: 1991–92
- Welsh National League (Wrexham Area) Division One:

Á quân: 1995–96
- Welsh National League (Wrexham Area) Premier Division:

Vô địch: 1999–00
- Cymru Alliance:

Vô địch: 2003–04, 2018-19
- Cymru Alliance League Cup:

Vô địch: 2018-19
- Cymru North:

Vô địch: 2021–22
- Cymru Premier:

Á quân: 2012–13, 2013–14
- Welsh Cup:

Á quân: 2015–16

## Đội hình hiện tại
Tính đến 4 tháng 9 năm 2022
Ghi chú: Quốc kỳ chỉ đội tuyển quốc gia được xác định rõ trong điều lệ tư cách FIFA. Các cầu thủ có thể giữ hơn một quốc tịch ngoài FIFA.
| Số | VT | Quốc gia   | Cầu thủ                     |
| -- | -- | ---------- | --------------------------- |
| 1  | TM | Wales      | Lewis Dutton                |
| 2  | HV | Wales      | Dan Roberts                 |
| 4  | HV | Wales      | Steve Tomassen (đội trưởng) |
| 5  | HV | Wales      | Joe Palmer                  |
| 6  | HV | Wales      | Gareth Edwards              |
| 7  | TV | Wales      | Ryan Edwards (đội phó)      |
| 8  | TV | Wales      | Jamie Crowther              |
| 9  | TĐ | Wales      | Ollie Lancely               |
| 10 | TĐ | Wales      | Jake Eyre                   |
| 11 | TV | Wales      | George Peers                |
| 12 | TĐ | Bồ Đào Nha | Mamudo Dabo                 |
| 13 | TM | Wales      | Mathew Busby                |
| 14 | TĐ | Anh        | Craig Curran                |

| Số | VT | Quốc gia         | Cầu thủ                        |
| -- | -- | ---------------- | ------------------------------ |
| 15 | TĐ | Anh              | Michael Burke                  |
| 16 | HV | Zimbabwe         | Reward Mwakona                 |
| 17 | TV | Wales            | Beau Cornish (cho mượn từ TNS) |
| 18 | HV | Wales            | Owen Payne                     |
| 19 | TĐ | Wales            | Adam Davies                    |
| 22 | TM | Anh              | Mike Jones                     |
| 23 | HV | Wales            | Jake Phillips                  |
| 25 | HV | Wales            | Elliott Orton                  |
| 26 | TV | Wales            | Aaran Edwards                  |
| 27 | TĐ | Wales            | Finn Savage                    |
| 28 | TV | Wales            | Tyler McManus                  |
| 29 | TĐ | Wales            | Brad Knight                    |
| —  | TV | Cộng hòa Ireland | Tom Holland                    |